# Ida Freund
Ida Freund, (Viena, Austria, 15 de abril de 1863 - Cambridge, 15 de mayo de 1914) fue la primera mujer en convertirse en profesora de química en una universidad del Reino Unido. Una feminista activa, siempre apoyando el sufragio femenino, junto con Ida Smedley y Martha Whiteley, jugó un papel importante en la lucha de la mujer para su admisión en la Sociedad de Química. No vivió para ver este éxito, que se confirmaría en el año 1920, cuando las mujeres fueron admitidas en dicha sociedad. Además, fue conocida por su influencia en la enseñanza científica como profesora, por la publicación de dos libros sobre química muy importantes en la época y por el invento del tubo medidor de gas al que le fue puesto su nombre. Como curiosidad, también fue notoria la idea de enseñar la tabla periódica de los elementos con "cupcakes".

## Biografía

### Una niñez siendo huérfana
Ida Freund nació en Viena (Austria) el 15 de abril de 1863. Cuando apenas era una niña su madre falleció y quedó huérfana, su abuela materna se hizo cargo de ella en Viena. Estudió en el colegio del estado y, posteriormente, se preparó para obtener el Diploma del Estado Austriaco para profesores. En 1881, sus abuelos murieron en un espacio corto de tiempo, a pesar del cariño con que Ida los cuidó durante esta época (estos abuelos, fueron como sus padres). Fue enviada a Inglaterra para vivir con su tío, que se erigió en el papel de tutor de Ida, se trataba del violinista Ludwig Strauss.

### Estudios
Su tío Ludwig la matriculó en el Colegio Girton, Cambridge, para completar sus estudios (1869 se había convertido en el primer colegio para mujeres de la Universidad de Cambridge), decisión que, a Ida no la convencía, y a la que se opondría con tristeza. Con el tiempo, se fue adaptando a este centro, su oposición inicial a esta elección de su tío se fue debilitando hasta tal punto de estar a gusto en este colegio, tanto que, continuó con sus estudios en la universidad de Cambridge. En 1886, en dicha universidad, consiguió diploma de honor en los Tripos de Ciencias Naturales. Tanto en Física como en Química lo hizo brillantemente en estas pruebas, y más considerando que había tenido que adaptarse en los estudios a un idioma que no era el suyo. Los Tripos eran unas pruebas que se realizaban por materia o categoría, muy duras y exigentes, y cuyo resultado marcaba el futuro profesional prácticamente de por vida. Pero, en ese año, las mujeres aún no podían recibir el grado universitario, podían acceder a sus exámenes pero no recibir el grado (a partir de 1948 empezaron a recibir este título las mujeres). A cambio, se les proveía de un certificado de competencia.

### Carrera
Tras su graduación, se convirtió en profesora en el Colegio de Enseñanza de Cambridge, en 1886. En esta época, a las mujeres no se las admitía en el Laboratorio Químico de la Universidad hasta que no aprobaran la primera parte de los Tripos, por lo tanto, Ida Freund era la responsable de la enseñanza inicial de laboratorio de casi todas sus estudiantes mujeres, cuya mayoría llegaban a su centro con poco o ningún conocimiento sobre Química.
En 1890, Ida sufrió un percance que derivó en la amputación de una de sus piernas. Las causas nunca estuvieron claras, aunque, finalmente, parece ser que se confirmó la teoría de un accidente de bicicleta, con la posterior amputación e implantación de una pierna artificial.
Ese mismo año, consiguió una promoción como profesora de Química en Newnham, puesto en el que se mantuvo hasta que se retiró en 1913 por problemas de salud. Nunca dispuso de mucho tiempo para su labor de investigación, sus ocupaciones como profesora le absorbían casi todo el tiempo y energía, era mucho el trabajo que tenía que realizar, pues a la labor de enseñanza habitual de una profesora había que sumarle el tiempo y sacrificio que tenía que dedicar a aquellas chicas que merced a la injusta situación de la época llegaban a su centro sin conocimientos químicos. No pudo cursar ningún máster ni doctorado, pero si logró publicar un artículo y dos libros de cierta transcendencia en su época.
Fue una activa feminista, luchó por el sufragio de la mujer, y junto con Ida Smedley y Martha Annie Whiteley fue una referencia para todas esas mujeres que lucharon más adelante por la admisión de la mujer en la Sociedad de Química durante las primeras décadas del siglo XX. No vivió para ver el éxito que tuvieron sus acciones y reivindicaciones, pues esta admisión se confirmó en el año 1920. Moría en el año 1914 tras una operación, y en honor a esta gran mujer se creaba la Fundación Memorial Ida Freund, con el objetivo de fomentar una mayor participación de las mujeres docentes en las ramas científicas, fundación que aún existe.

## Labor como profesora
Una de sus labores más importantes como profesora fue la asunción de la responsabilidad de ayudar a los estudiantes a superar la primera parte de los Tripos de Ciencias Naturales sobre Química, estudiantes que, en su mayoría no traían conocimientos anteriores de química. Ida fue una de las primeras educadoras en ciencia.
En 1897, organizó un curso de vacaciones para profesores de física en el colegio de Newnham, algunos de sus estudiantes que se encontraban ya trabajando como profesores se estaban quejando de la escasez e inferioridad de los aparatos que tenían disponibles para la enseñanza. Ida les enseñó como construir simples tipos de instrumentos que pudieran utilizar para sus labores de enseñanza. No fue los únicos cursos que organizó para profesores, fue algo habitual durante su carrera.
Testimonios recogidos de algunos de sus alumnos que posteriormente se dedicaron a la enseñanza, destacan que su labor fue muy influyente a la hora de promover un auge de la mujer en los sectores académicos y de investigación. Tenía un carácter fuerte, y se esforzaba por motivar a sus alumnos. Antes de las pruebas de los Tripos, solicitaba a sus alumnos que realizaran algún estudio especial, algo que veía importante de cara a estas pruebas.
Puede que a nivel internacional o incluso nacional no tuviera gran influencia a corto plazo, ya que, se dedicó a ayudar, formar, preparar a una generación de alumnos a la que quiso inculcar sus conocimientos y sus valores. A corto plazo puede que no parezca algo significativo, pero pequeñas mejoras son las que contribuyen a mejorar el sistema, y esta generación de estudiantes que aprendió con sus valores harían lo mismo con las generaciones restantes.

### La tabla periódica de "cupcakes"
Como método de enseñanza para los alumnos, le dio un toque a la tradicional tabla periódica de los elementos de Mendeléev. Consideraba que, para trabajar con este sistema, se requería extensos conocimientos de química, así como una gran dedicación de tiempo. Su idea fue crear algo más sencillo e intuitivo, que, aunque no pudiera usarse prolongadamente en el tiempo, sirviera a sus alumnos para comprender el sistema de Mendeléev.
Esta tabla periódica estaba formada por una tabla, cuyas divisiones en horizontal y vertical estaban realizadas con roca de Edimburgo. Los números estaban hechos de chocolate, y los elementos eran pasteles congelados, cada unos mostrando el nombre y número atómico dentro del hielo. Los átomos sin valencia eran redondeados, los de una valencia tenían una esquina saliente, los de dos valencias dos salientes, los de tres tres, etc. Los alumnos participaron en esta construcción.

En otro grupo de estudio, dispuso grandes cajas de chocolate, cada una con la biografía e imagen de algún químico famoso.

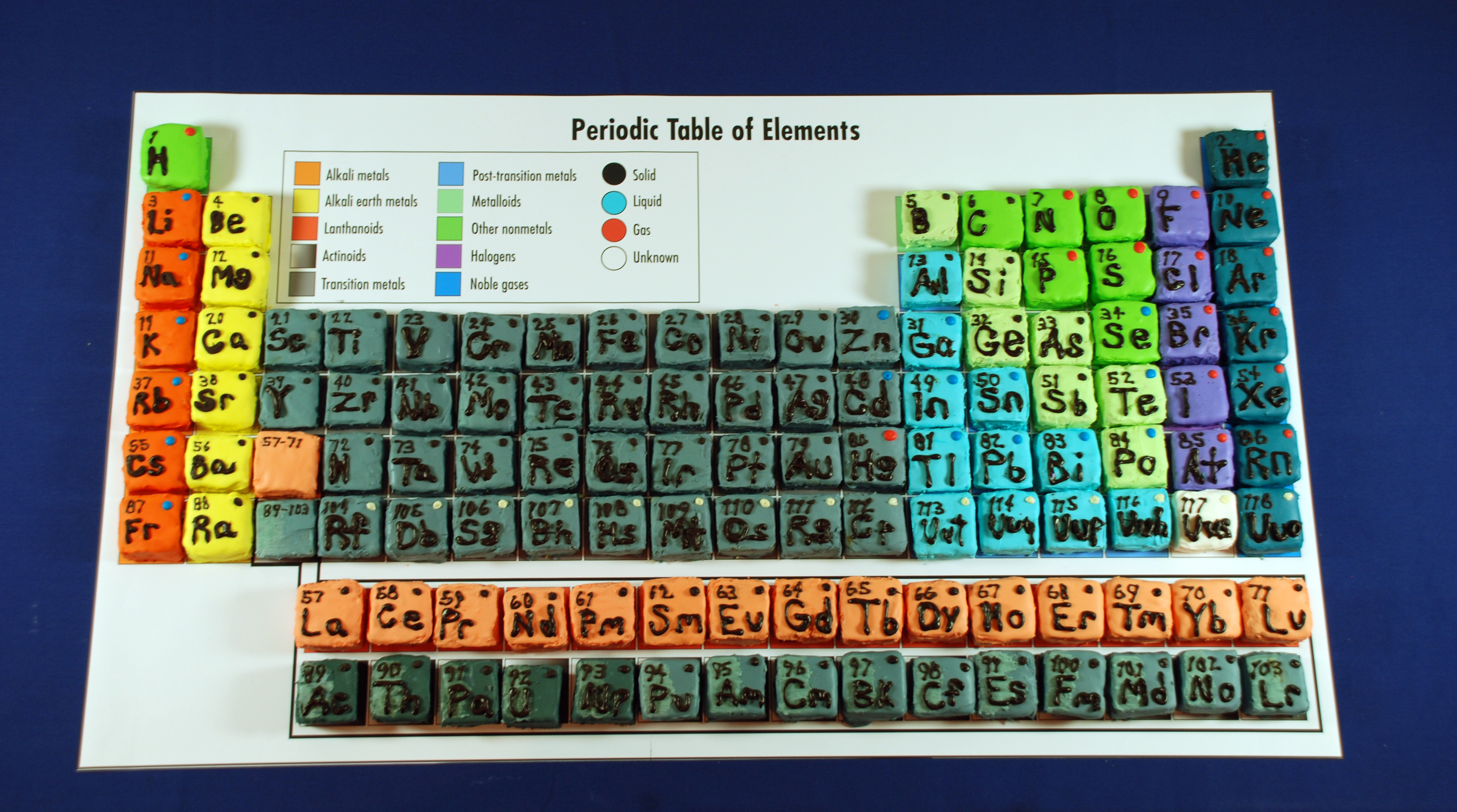
Cupcakes de la tabla periódica en el Dia de Ada Lovelace 2017
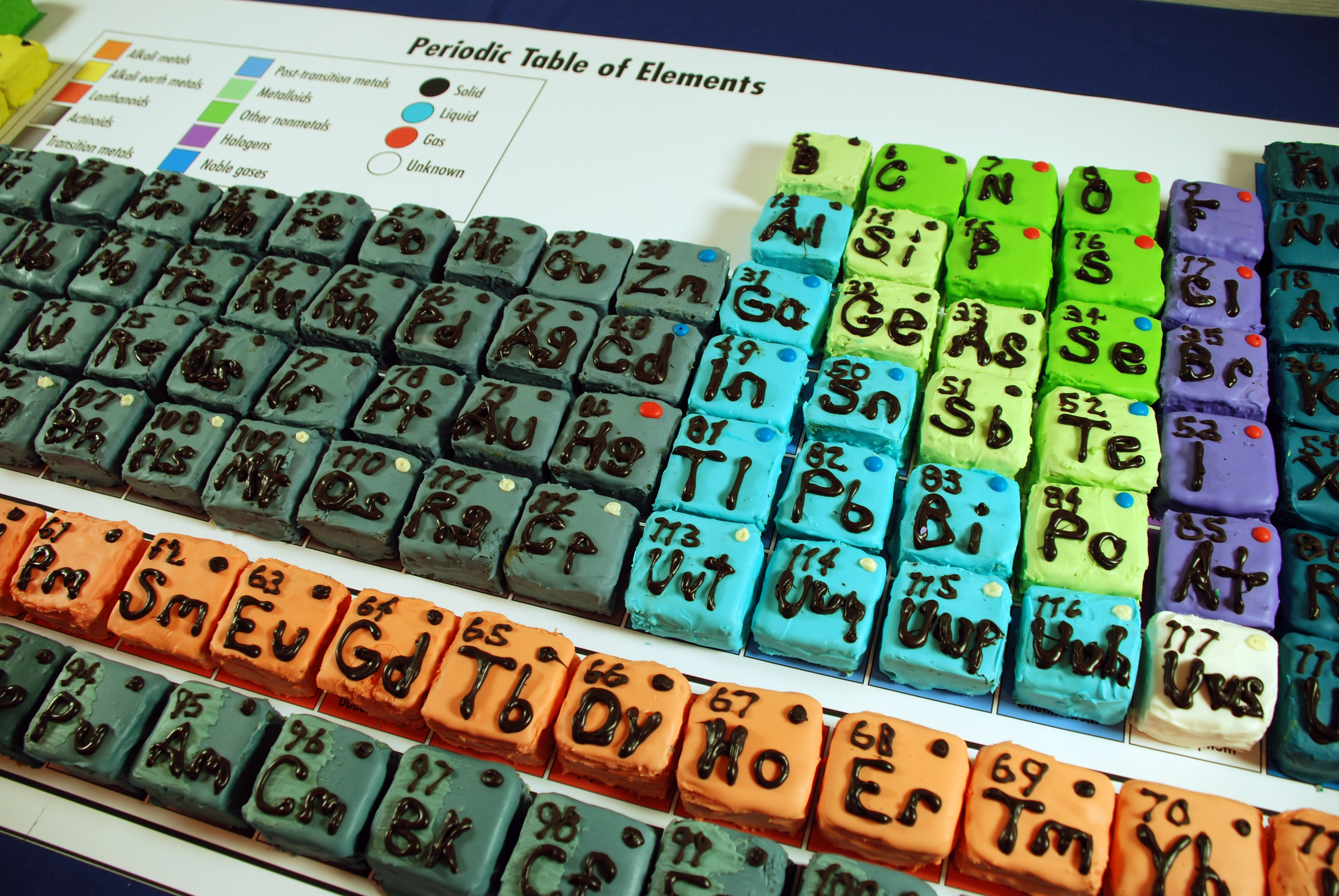
Cupcakes de la tabla periódica en el Dia de Ada Lovelace 2017
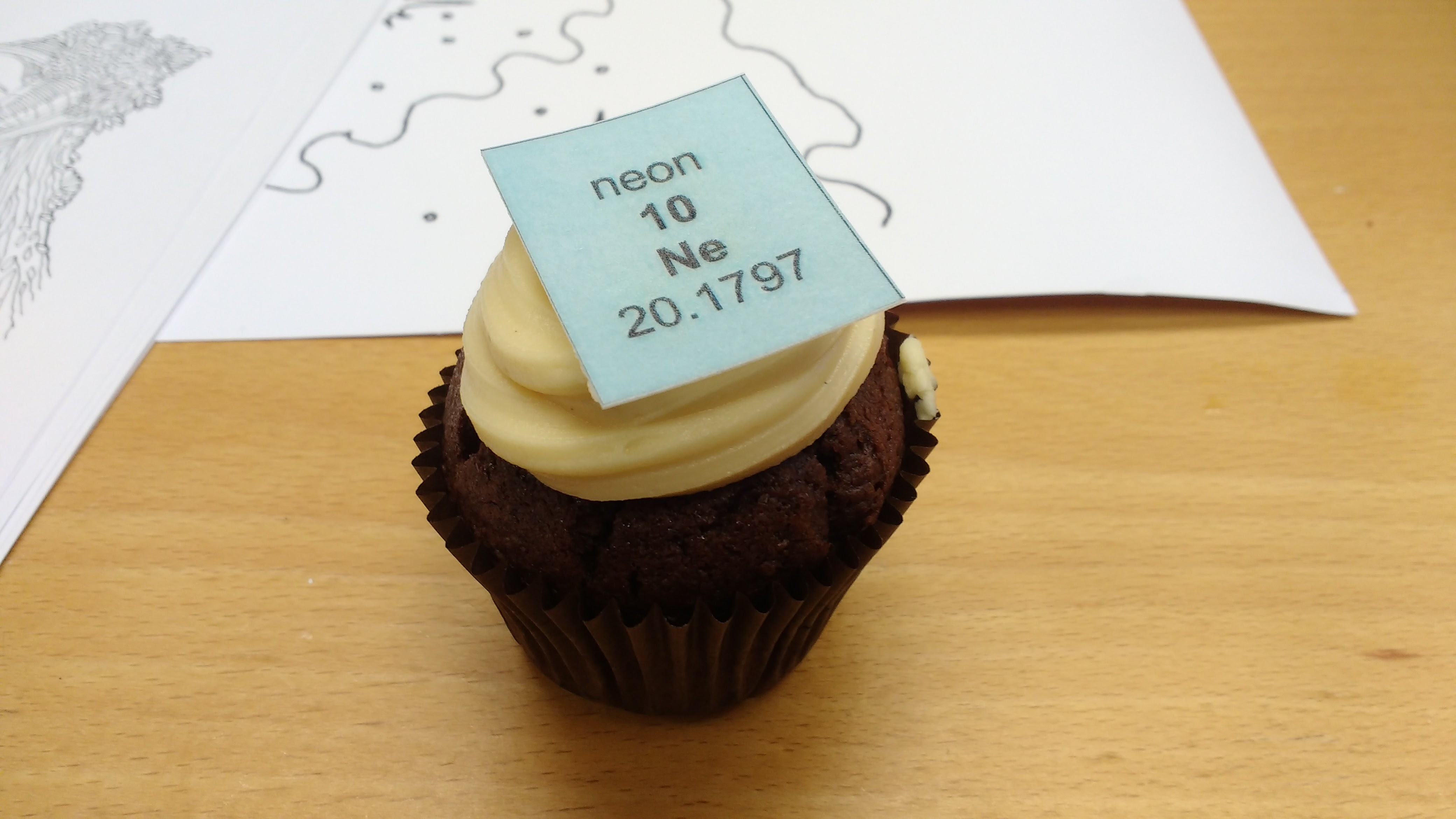
Cupcakes de la tabla periódica en el Dia de Ada Lovelace 2017

## Publicaciones
En esta faceta de su carrera, cabe destacar la publicación de dos libros de gran notoriedad en la época. El primero fue "The study of chemical composition: an account of its method and historical development with illustrative quotations", publicado en 1904. Se trata de una publicación dirigida al público docente que quisiera conseguir un plan de estudio con una visión más profunda sobre la química. Considerado como una pieza importante de la literatura química, se trataba de una historia parcial de esta, en la que se incluyen temas como: las leyes periódicas, las valencias, la atomicidad de la materia o el sistema Cannizaro de las masas atómicas.
Su segundo libro de texto fue "The experimental basis of chemistry: suggestions for a series of experiments illustrative of the fundamental principles of chemistry", publicado póstumamente en 1920. El objetivo de esta publicación es dar a conocer a los docentes su visión de como los estudiantes deben ser ayudados a darse cuenta de que la química es una ciencia basada en el experimento, y esa interpretación lógica de los experimentos es la que lleva a las leyes de la química. Es un libro enfocado a remarcar la importancia de los experimentos ilustrativos al enseñar las leyes fundamentales de la química.
Además de estas dos publicaciones, se hizo difícil localizar otros textos de Ida, puesto que, sus limitaciones físicas y la cantidad de tiempo que dedicaban a la enseñanza era un handicap para su labor de publicación e investigación. Por eso es tremendamente remarcable que haya podido sacar adelante la edición de sus dos libros de texto y alguna que otra publicación como la que desarrolló sobre el "Efecto de la temperatura en el cambio de volumen acompañado de neutralización en el caso de un número de sales a distintas concentraciones", en inglés "Effect of temperature on the volume change accompanying neutralization in the case of a number of salts at different concentrations". Esta publicación tuvo remarcable audiencia en la Royal Society, y fue traducida posteriormente al alemán.

## Inventos
Además de las innovaciones relativas a los métodos de enseñanza, también inventó una pieza de laboratorio que recibiría su nombre en el futuro. Se trataba de una variación del tubo de medida de gases de Ostwald. Estas habilidades con respecto a la fabricación de artilugios de laboratorio también fueron disfrutadas por los docentes que asistían a sus cursos para poder fabricar sus propios recursos de laboratorio debido a la precariedad que tenían estos.